# Cicurina mirifica
Cicurina mirifica là một loài nhện trong họ Dictynidae.
Loài này thuộc chi Cicurina. Cicurina mirifica được Willis J. Gertsch miêu tả năm 1992.